# Cvetojevac
Cvetojevac (cyr. Цветојевац) – wieś w Serbii, w okręgu szumadijskim, w mieście Kragujevac. W 2011 roku liczyła 841 mieszkańców.